# دلال عتیقه
دلال عتیقه فردی است که تجارت عتیقه، عمدتاً شامل خرید، بازسازی و فروش مجدد مبلمان عتیقه با ارزش یا با کیفیت، آثار هنری و زیورآلات (که «عتیقه جات» نیز نامیده می‌شود) را انجام می‌دهد.
این حرفه نیاز به دانش کافی هم از بازار و هم از تاریخ و هنر دارد، به ویژه به این دلیل که دلال عتیقه موظف است، اصالت کالایی را که برای فروش گذاشته‌است تضمین کند.